# Burugråfågel
Burugråfågel (Coracina fortis) är en fågel i familjen gråfåglar inom ordningen tättingar.

## Utbredning och systematik
Fågeln förekommer enbart i skogar på Buru (södra Moluckerna). Den behandlas som monotypisk, det vill säga att den inte delas in i några underarter.

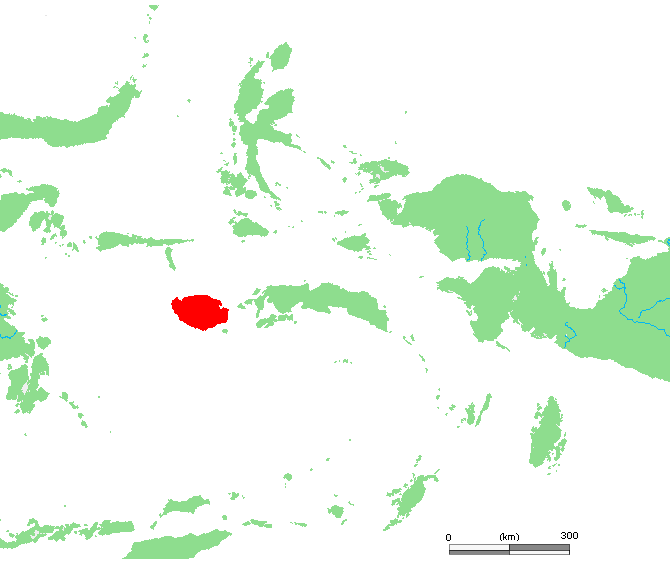
Fågeln förekommer endast på ön Buru i Moluckerna.

## Status
IUCN kategoriserar arten som nära hotad.